# Saison 2 de The Voice Belgique
 (janvier 2022).
- Si vous ne connaissez pas le sujet, laissez ce bandeau (vous pouvez alors contacter les auteurs).
- Si vous supprimez le contenu mis en cause (vous pouvez préalablement contacter les auteurs),

argumentez précisément cette suppression dans la page de discussion
(un manque de référence n'est pas un argument ; une recherche réelle de référence doit avoir été effectuée, être formellement documentée).
La deuxième saison de The Voice dans sa version belge (The Voice Belgique) a été diffusée sur La Une (RTBF) du 22 janvier 2013 au 7 mai 2013 et présentée par Maureen Louys et Adrien Devyver. 
L'émission a été remportée par David Madi, coaché par Marc Pinilla.

## Coachs et candidats

### Coachs
Le panel de coachs de cette deuxième saison est composé de :
- Marc Pinilla du groupe Suarez : Auteur-compositeur-interprète;
- B.J. Scott : autrice-compositrice-interprète, coach de la saison 1;
- Quentin Mosimann : disc jockey franco-suisse, chanteur et coach de la saison 1;
- Natasha St-Pier : autrice-compositrice-interprète;

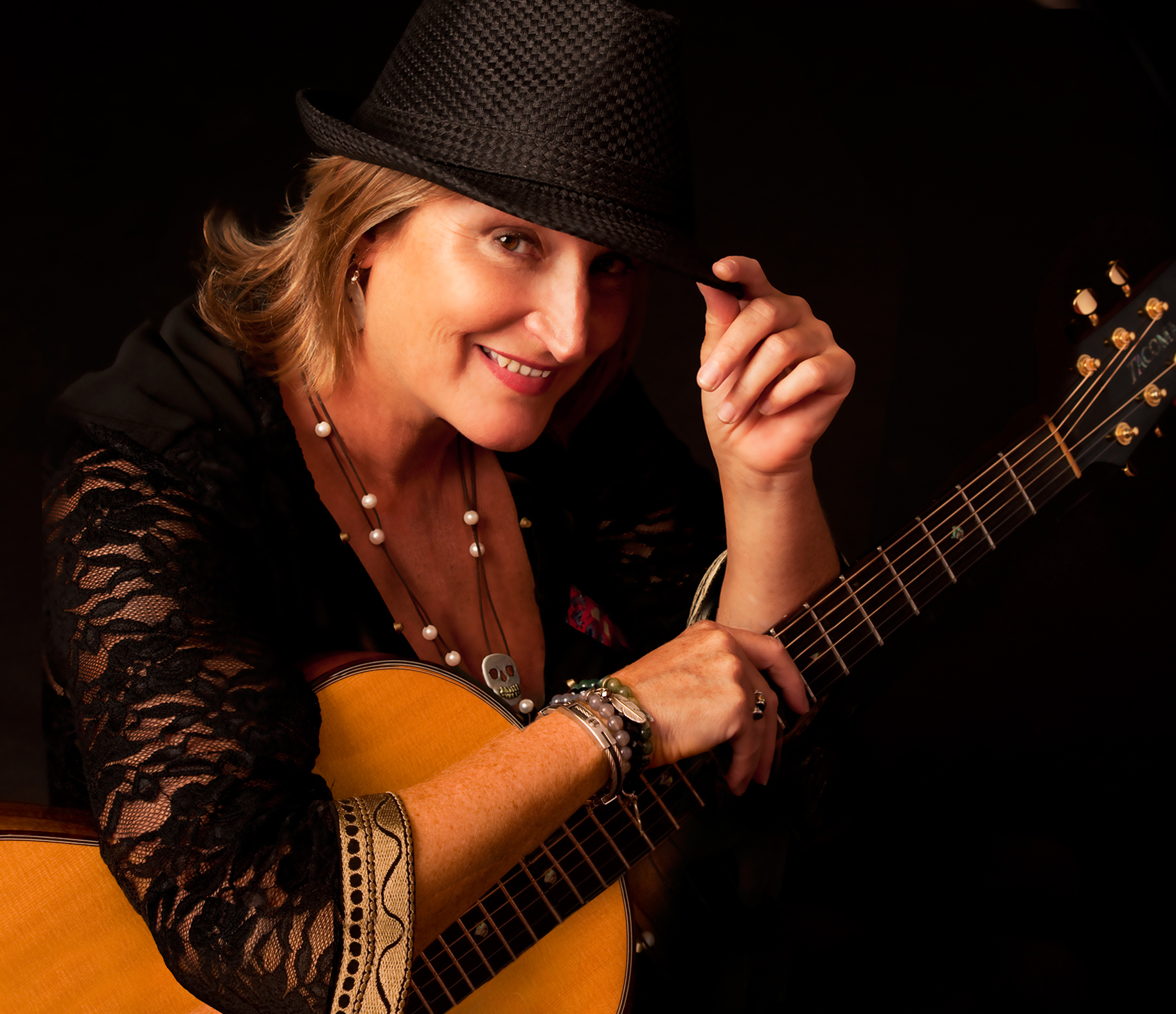
BJ Scott
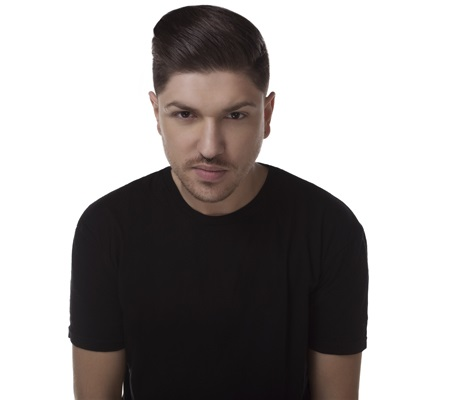
Quentin Mosimann
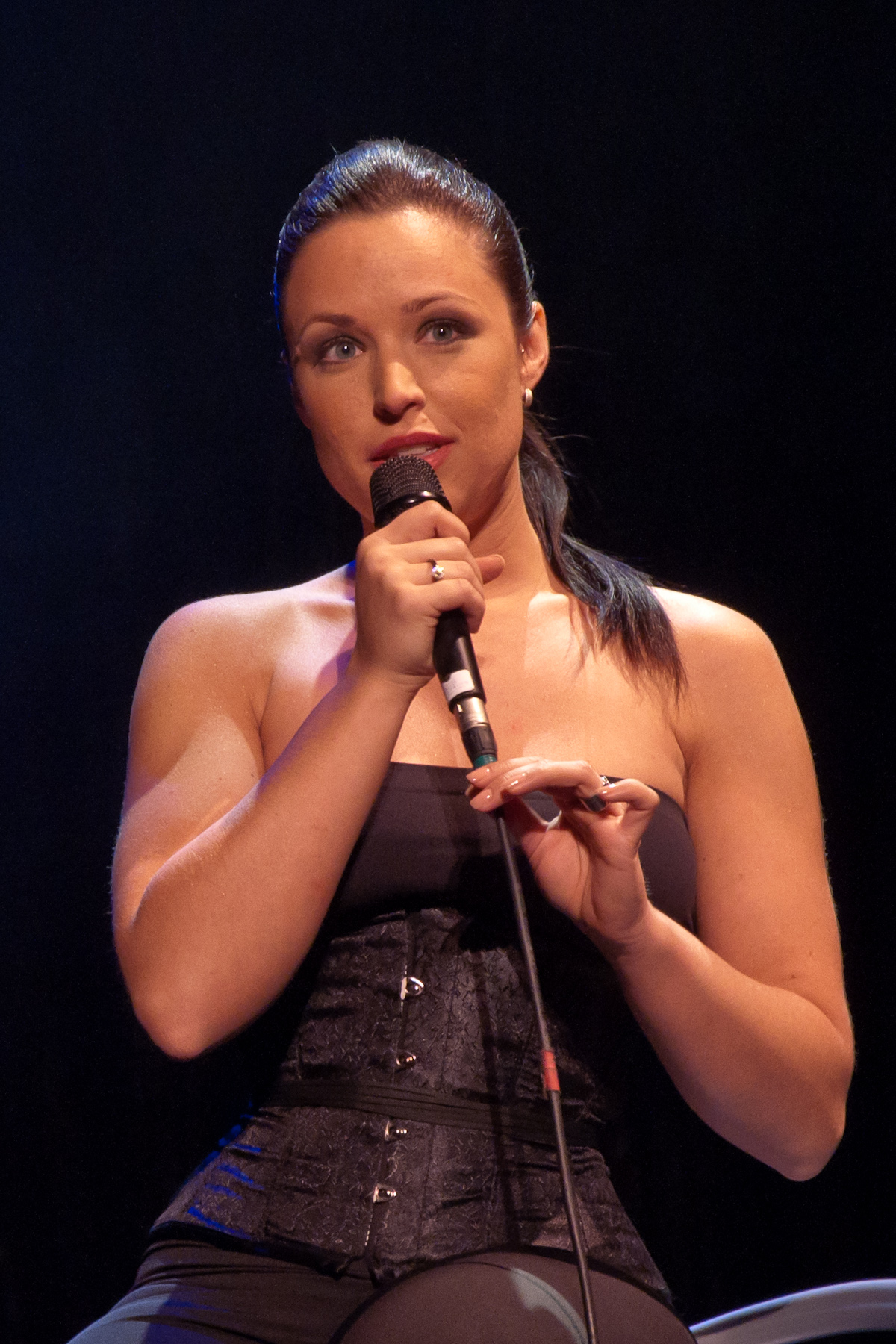
Natasha St-Pier

### Candidats
Légende :
|                         |                     | Marc Pinilla        | BJ Scott             | Quentin Mosimann       | Natasha St-Pier           |
| ----------------------- | ------------------- | ------------------- | -------------------- | ---------------------- | ------------------------- |
| Finalistes              | 1                   | David Madi          | Angy Sciacqua        | Michaël Meers          | Robin Guérit              |
| Eliminés lors des Lives | 2                   | Samuel Bosmans      | Loredana Castiglia   | Laura Diliberto        | Manou Maerten             |
| Eliminés lors des Lives | 3                   | Tatiana Didion      | Vanessa Castiglia    | Grazia Zambataro       | Antoine Innocent          |
| Eliminés lors des Lives | 4                   | André Tajchman      | Alexandre Houart     | Kate O'Sullivan        | Elia Fragione             |
| Eliminés lors des Lives | 5                   | Jennifer Hozay      | Théo Pollet          | Mélissa Dubois         | Céline Boonen             |
| Eliminés lors des Lives | 6                   | Ambre de Pierpont   | Audrey Lallemand     | Véronique Capelle      | Lisa Pezzuto              |
| Eliminés lors des Lives | 7                   | William Druet       | Anne-Sophie Terschan | Elena Marin Avila      | Tiziana Balsamo           |
| Eliminés lors des Lives | 8                   | Célia Manzo         | Maxime Votot         | Mounia Hamra           | Lou-Marine Vanden Abeelen |
| Eliminés lors des Duels |                     |                     |                      |                        |                           |
| 9                       | Cyriaque de Caritat | Caroline Hakim      | Lisa Pezzuto         | Déborah Di Pasquale    |                           |
| 10                      | Maxime Votot        | Vanessa Tempio      | Jonathan De Landy    | Laura Diliberto        |                           |
| 11                      | Gabriel Vanrobays   | Sarah Florent       | Jennifer Hozay       | Claudia de Brackeleire |                           |
| 12                      | Manou Maerten       | Mike Wahlman        | Gudrun Roos          | Sandrine Alaimo        |                           |
| 13                      | Kate O'Sullivan     | Marie-Eve Vandoorne | Loredana Castiglia   | Armand Depasse         |                           |
| 14                      | Giusy Cacciatore    | —                   | William Druet        | Axel Hirsoux           |                           |

NB : Les talents barrés dans l'élimination des Duels et retrouvés dans les Lives en italique sont les talents volés.

## Déroulement

### Auditions à l'aveugle («Blind auditions»)
Les quatre coachs, installés dans des fauteuils tournants, écoutent les candidats, dos tournés à la scène. Chacun d'entre eux doit se choisir douze candidats en écoutant seulement leur voix, s'ils sont séduits, ils devront appuyer sur leur "buzz" et c'est là que le fauteuil se retournera découvrant leur élu. Si plusieurs coachs se retournent, ce sera alors au candidat de choisir son coach.
Le public présent pendant les auditions n'a pas le dos tourné à la scène et un orchestre supporte les candidats.

#### Épisode 1
- Diffusion : 22 janvier 2013
- Audience : 487 800 téléspectateurs (26,9 % des parts de marché) [1]

| Ordre | Candidat            | Chanson                             | Choix des coachs et des candidats | Choix des coachs et des candidats | Choix des coachs et des candidats | Choix des coachs et des candidats |
| Ordre | Candidat            | Chanson                             | Marc Pinilla                      | B.J Scott                         | Quentin                           | Natasha St-Pier                   |
| ----- | ------------------- | ----------------------------------- | --------------------------------- | --------------------------------- | --------------------------------- | --------------------------------- |
| 1     | Robin Guérit        | Come Together - The Beatles         |                                   | —                                 |                                   |                                   |
| 2     | Kate O'Sullivan     | She Will Be Loved - Maroon 5        |                                   | —                                 |                                   | —                                 |
| 3     | Deborah Di Pasquale | I'm Coming Out - Diana Ross         | —                                 | —                                 |                                   |                                   |
| 4     | Michaël Bres        | Stand by Me - Ben E. King           | —                                 | —                                 | —                                 | —                                 |
| 5     | David Madi          | Come as You Are - Nirvana           |                                   | —                                 | —                                 | —                                 |
| 6     | Sarah Florent       | Sympathique - Pink Martini          | —                                 |                                   | —                                 | —                                 |
| 7     | Elia Fragione       | Overjoyed - Stevie Wonder           | —                                 | —                                 |                                   |                                   |
| 8     | Ron Wisnia          | La Javanaise - Serge Gainsbourg     | —                                 | —                                 | —                                 | —                                 |
| 9     | Violena Iwaniuk     | Bésame mucho - Consuelo Velázquez   | —                                 | —                                 | —                                 | —                                 |
| 10    | Celia Manzo         | J'envoie valser - Zazie             |                                   | —                                 | —                                 | —                                 |
| 11    | Marie-Eve Vandoorne | I'm So Excited - Pointer Sisters    |                                   |                                   |                                   |                                   |
| 12    | William Druet       | Hey There Delilah - Plain White T's | —                                 | —                                 |                                   | —                                 |

| Légende | Le coach a buzzé (« "I want you" ») | Le candidat est dans l'équipe du coach qui l'a buzzé (s'il est le seul à avoir buzzé) | Le candidat rejoint l’équipe du coach (dans le cas où ils sont plusieurs à avoir buzzé) | Le candidat est éliminé |

#### Épisode 2
- Diffusion : 29 janvier 2013
- Audience : 559 600  téléspectateurs (30,4 % des parts de marché) [4]

| Ordre | Candidat                       | Chanson                                        | Choix des coachs et des candidats | Choix des coachs et des candidats | Choix des coachs et des candidats | Choix des coachs et des candidats |
| Ordre | Candidat                       | Chanson                                        | Marc Pinilla                      | B.J Scott                         | Quentin                           | Natasha St-Pier                   |
| ----- | ------------------------------ | ---------------------------------------------- | --------------------------------- | --------------------------------- | --------------------------------- | --------------------------------- |
| 1     | Émilie Martinez Cerra          | Sober - Pink                                   | —                                 | —                                 | —                                 | —                                 |
| 2     | Samuel Bosmans                 | The Way You Make Me Feel - Michael Jackson     |                                   | —                                 |                                   | —                                 |
| 3     | Caroline Hakim                 | Slave To The Music - James Morrison            | —                                 |                                   |                                   |                                   |
| 4     | Laura Diliberto                | Come Saprei - Giorgia                          | —                                 | —                                 | —                                 |                                   |
| 5     | Alexandre Houart               | Man in the Mirror - Michael Jackson            | —                                 |                                   |                                   |                                   |
| 6     | Angelo Milioto                 | Just The Way You Are - Billy Joel              | —                                 | —                                 | —                                 | —                                 |
| 7     | Tiziana Balsamo                | All I Could Do Was Cry (en) - Etta James       | —                                 | —                                 |                                   |                                   |
| 8     | Manon Roland                   | Si seulement je pouvais lui manquer - Calogero | —                                 | —                                 | —                                 | —                                 |
| 9     | Ambre de Pierpont              | New Soul - Yael Naim                           |                                   | —                                 |                                   | —                                 |
| 10    | Mounia Hamra                   | You Know I'm No Good - Amy Winehouse           | —                                 | —                                 |                                   | —                                 |
| 11    | Yves Verbeelen - "Monsieur 13" | Un Autre Monde - Téléphone                     | —                                 | —                                 | —                                 | —                                 |
| 12    | Michaël Meers                  | Back to Black - Amy Winehouse                  |                                   | —                                 |                                   | —                                 |
| 13    | Marie-Louise Laser             | Mon amant de Saint-Jean - Patrick Bruel        | —                                 | —                                 | —                                 | —                                 |
| 14    | Angy Sciacqua                  | Hurt - Christina Aguilera                      |                                   |                                   |                                   |                                   |

| Légende | Le coach a buzzé (« "I want you" ») | Le candidat est dans l'équipe du coach qui l'a buzzé (s'il est le seul à avoir buzzé) | Le candidat rejoint l’équipe du coach (dans le cas où ils sont plusieurs à avoir buzzé) | Le candidat est éliminé |

#### Épisode 3
- Diffusion : 5 février 2013
- Audience : 524 000 téléspectateurs (28,4 % des parts de marché) [6]

| Ordre | Candidat               | Chanson                                 | Choix des coachs et des candidats | Choix des coachs et des candidats | Choix des coachs et des candidats | Choix des coachs et des candidats |
| Ordre | Candidat               | Chanson                                 | Marc Pinilla                      | B.J Scott                         | Quentin                           | Natasha St-Pier                   |
| ----- | ---------------------- | --------------------------------------- | --------------------------------- | --------------------------------- | --------------------------------- | --------------------------------- |
| 1     | Mélissa Dubois         | Nine to Five - Dolly Parton             |                                   |                                   |                                   |                                   |
| 2     | Céline Angillis        | Rehab - Amy Winehouse                   | —                                 | —                                 | —                                 | —                                 |
| 3     | André Tajchman         | Message in a Bottle - The Police        |                                   | —                                 |                                   |                                   |
| 4     | Claudia de Brackeleire | Angel (en) - Sarah McLachlan            | —                                 | —                                 | —                                 |                                   |
| 5     | Jennifer Hozay         | Highway to Hell - AC/DC                 | —                                 | —                                 |                                   | —                                 |
| 6     | Cyriaque de Caritat    | Wonderwall - Oasis                      |                                   | —                                 | —                                 | —                                 |
| 7     | Théo Pollet            | Just Can't Get Enough - Black Eyed Peas |                                   |                                   |                                   | —                                 |
| 8     | Loïc                   | Tant pis - Roch Voisine                 | —                                 | —                                 | —                                 | —                                 |
| 9     | Patricia Cardoso       | I'm Like a Bird - Nelly Furtado         | —                                 | —                                 | —                                 | —                                 |
| 10    | Grazia Zambataro       | I Found a Boy - Adele                   |                                   | —                                 |                                   | —                                 |
| 11    | Bob Mobunga            | L'Envie d'aimer - Daniel Levi           | —                                 | —                                 | —                                 | —                                 |
| 12    | Sandra de Gregorio     | The Winner Takes It All - ABBA          | —                                 | —                                 | —                                 | —                                 |
| 13    | Anne-Sophie Terschan   | Respect - Aretha Franklin               | —                                 |                                   |                                   |                                   |

| Légende | Le coach a buzzé (« "I want you" ») | Un autre coach a appuyé sur le buzzer de ce coach | Le candidat est dans l'équipe du coach qui l'a buzzé (s'il est le seul à avoir buzzé) | Le candidat rejoint l’équipe du coach (dans le cas où ils sont plusieurs à avoir buzzé) | Le candidat est éliminé |

#### Épisode 4
- Diffusion : 12 février 2013
- Audience :  613 200 téléspectateurs (32,2 % des parts de marché) [8]

| Ordre | Candidat          | Chanson                                       | Choix des coachs et des candidats | Choix des coachs et des candidats | Choix des coachs et des candidats | Choix des coachs et des candidats |
| Ordre | Candidat          | Chanson                                       | Marc Pinilla                      | B.J Scott                         | Quentin                           | Natasha St-Pier                   |
| ----- | ----------------- | --------------------------------------------- | --------------------------------- | --------------------------------- | --------------------------------- | --------------------------------- |
| 1     | Giusy Cacciatore  | Hot Stuff - Donna Summer                      |                                   | —                                 | —                                 | —                                 |
| 2     | Nadine Hamadouch  | Je te promets - Johnny Hallyday               | —                                 | —                                 | —                                 | —                                 |
| 3     | Mike Wahlman      | The Letter - The Box Tops                     | —                                 |                                   |                                   | —                                 |
| 4     | Elena Marin Avila | Like a Star (en) - Corinne Bailey Rae         | —                                 | —                                 |                                   |                                   |
| 5     | Fanny van Hammée  | Babooshka - Kate Bush                         | —                                 | —                                 | —                                 | —                                 |
| 6     | Gabriel Vanrobays | ...Baby One More Time - Britney Spears        |                                   | —                                 | —                                 | —                                 |
| 7     | Elodie Coppens    | Je suis malade - Serge Lama                   | —                                 | —                                 | —                                 | —                                 |
| 8     | Gudrun Roos       | You Oughta Know - Alanis Morissette           | —                                 | —                                 |                                   | —                                 |
| 9     | Armand Depasse    | La Fille d'avril - Laurent Voulzy             | —                                 | —                                 | —                                 |                                   |
| 10    | Simon Deneyer     | Bird on the Buffalo - Angus Stone             | —                                 | —                                 | —                                 | —                                 |
| 11    | Antoine Innocent  | Somebody That I Used to Know - Gotye & Kimbra |                                   |                                   |                                   |                                   |
| 12    | Jessica & Lara    | It's My Life - Bon Jovi                       | —                                 |                                   | —                                 | —                                 |

| Légende | Le coach a buzzé (« "I want you" ») | Un autre coach a appuyé sur le buzzer de ce coach | Le candidat est dans l'équipe du coach qui l'a buzzé (s'il est le seul à avoir buzzé) | Le candidat rejoint l’équipe du coach (dans le cas où ils sont plusieurs à avoir buzzé) | Le candidat est éliminé |

#### Épisode 5
- Diffusion : 19 février 2013
- Audience :  549 100 téléspectateurs (29,2 % des parts de marché) [10]

| Ordre | Candidat            | Chanson                                                     | Choix des coachs et des candidats | Choix des coachs et des candidats | Choix des coachs et des candidats | Choix des coachs et des candidats |
| Ordre | Candidat            | Chanson                                                     | Marc Pinilla                      | B.J Scott                         | Quentin                           | Natasha St-Pier                   |
| ----- | ------------------- | ----------------------------------------------------------- | --------------------------------- | --------------------------------- | --------------------------------- | --------------------------------- |
| 1     | Caroline Croughs    | Évidemment - France Gall                                    | —                                 | —                                 | —                                 | —                                 |
| 2     | Simona Brezanova    | How Will I Know - Whitney Houston                           | —                                 | —                                 | —                                 | —                                 |
| 3     | Loredana Castiglia  | Not That Kind (en) - Anastacia                              | —                                 | —                                 |                                   | —                                 |
| 4     | Tatiana Didion      | Not an Addict (en) - K's Choice                             |                                   | —                                 | —                                 | —                                 |
| 5     | Jonathan De Landy   | Wonderwall - Oasis                                          | —                                 | —                                 |                                   | —                                 |
| 6     | Céline Boonen       | Raggamuffin - Selah Sue                                     | —                                 | —                                 | —                                 |                                   |
| 7     | Sandrine Alaimo     | Fresh - Kool & The Gang                                     | —                                 | —                                 | —                                 |                                   |
| 8     | Vanessa Marcoux     | Je m'appelle Bagdad - Tina Arena                            | —                                 |                                   | —                                 | —                                 |
| 9     | Véronique Capelle   | Ain't No Mountain High Enough - Marvin Gaye & Tammi Terrell | —                                 | —                                 |                                   | —                                 |
| 10    | Amélie Willame      | Call Me Maybe - Carly Rae Jepsen                            | —                                 | —                                 | —                                 | —                                 |
| 11    | Jessica Saint Rémy  | Simply The Best (en) - Tina Turner                          | —                                 | —                                 | —                                 | —                                 |
| 12    | Charles Vanni       | Rehab - Amy Winehouse                                       | —                                 | —                                 | —                                 | —                                 |
| 13    | Vanessa Tempio      | Halo - Beyoncé                                              | —                                 |                                   | —                                 | —                                 |
| 14    | Stéphanie Lallemand | Fly - Machiavel                                             | —                                 | —                                 | —                                 | —                                 |
| 15    | Manou Maerten       | Sober - Pink                                                |                                   | —                                 |                                   |                                   |

| Légende | Le coach a buzzé (« "I want you" ») | Le candidat est dans l'équipe du coach qui l'a buzzé (s'il est le seul à avoir buzzé) | Le candidat rejoint l’équipe du coach (dans le cas où ils sont plusieurs à avoir buzzé) | Le candidat est éliminé |

#### Épisode 6
- Diffusion : 26 février 2013
- Audience : 531 600 téléspectateurs (28,4 % des parts de marché) [12]

| Ordre | Candidat                  | Chanson                                  | Choix des coachs et des candidats | Choix des coachs et des candidats | Choix des coachs et des candidats | Choix des coachs et des candidats |
| Ordre | Candidat                  | Chanson                                  | Marc Pinilla                      | B.J Scott                         | Quentin                           | Natasha St-Pier                   |
| ----- | ------------------------- | ---------------------------------------- | --------------------------------- | --------------------------------- | --------------------------------- | --------------------------------- |
| 1     | Axel Hirsoux              | Tous les cris les SOS - Daniel Balavoine | —                                 | —                                 |                                   |                                   |
| 2     | Adeline Vanden Abeele     | Smile - Nat King Cole                    | —                                 | —                                 | —                                 | —                                 |
| 3     | Coralie Kerstenne         | Run to You - Whitney Houston             | —                                 | —                                 | —                                 | —                                 |
| 4     | Maxime Votot              | Paint it Black - The Rolling Stones      |                                   | —                                 | —                                 | —                                 |
| 5     | Nicolas Baus              | Viva la Vida - Coldplay                  | —                                 | —                                 | —                                 | —                                 |
| 6     | Aileen Van Laethem        | Big Yellow Taxi - Keren Ann              | —                                 | —                                 | —                                 | —                                 |
| 7     | Vanille Paulet            | Hey Ya! - OutKast                        | —                                 | —                                 | —                                 | —                                 |
| 8     | Lisa Pezzuto              | Smile - Nat King Cole                    | —                                 | —                                 |                                   |                                   |
| 9     | Lou-Marine Vanden Abeelen | Out of Reach (en) - Gabrielle            | —                                 | —                                 | —                                 |                                   |
| 10    | Gyle Waddy                | Isn't She Lovely - Stevie Wonder         | —                                 | —                                 | —                                 | —                                 |
| 11    | Audrey Lallemand          | Take a Bow - Rihanna                     | —                                 |                                   | —                                 | —                                 |

| Légende | Le coach a buzzé (« "I want you" ») | Le candidat est dans l'équipe du coach qui l'a buzzé (s'il est le seul à avoir buzzé) | Le candidat rejoint l’équipe du coach (dans le cas où ils sont plusieurs à avoir buzzé) | Le candidat est éliminé |

#### Les équipes
| Coachs    | Coachs              | Coachs               | Coachs             | Coachs                 |
| n°        | Marc Pinilla        | B.J. Scott           | Quentin Mosimann   | Natasha St-Pier        |
| --------- | ------------------- | -------------------- | ------------------ | ---------------------- |
| 1         | Kate O'Sullivan     | Sarah Florent        | William Druet      | Robin Guérit           |
| 2         | David Madi          | Marie-Eve Vandoorne  | Mounia Hamra       | Elia Fragione          |
| 3         | Célia Manzo         | Caroline Hakim       | Michaël Meers      | Déborah Di Pasquale    |
| 4         | Samuel Bosmans      | Alexandre Houart     | Mélissa Dubois     | Laura Diliberto        |
| 5         | Ambre de Pierpont   | Angy Sciacqua        | Jennifer Hozay     | Tiziana Balsamo        |
| 6         | André Tajchman      | Théo Pollet          | Grazia Zambataro   | Claudia de Brackeleire |
| 7         | Cyriaque de Caritat | Anne-Sophie Terschan | Elena Marin Avila  | Armand Depasse         |
| 8         | Giusy Cacciatore    | Mike Wahlman         | Gudrun Roos        | Antoine Innocent       |
| 9         | Gabriel Vanrobays   | Jessica & Lara       | Loredana Castiglia | Céline Boonen          |
| 10        | Tatiana Didion      | Vanessa Marcoux      | Jonathan De Landy  | Sandrine Alaimo        |
| 11        | Manou Maerten       | Vanessa Tempio       | Véronique Capelle  | Axel Hirsoux           |
| 12        | Maxime Votot        | Audrey Lallemand     | Lisa Pezzuto       | Lou-Marine Van Abeelen |
| Playlists |                     |                      |                    |                        |
|           | Playlist Marc       | Playlist BJScott     | Playlist Quentin   | Playlist Natasha       |

| Légende | Quatre buzzers | Trois Buzzers | Deux buzzers | Buzzer unique |
| Nombre  | 2              | 8             | 12           | 26            |

### Les duels
Après les blinds auditions, 48 talents s’affronteront lors des duels. Et c’est ici qu’une nouvelle règle apparait : fini les « sing off » et place au « talent volé ». Chaque coach aura en effet l’opportunité de voler deux talents parmi les 24 talents perdants des duels. Autrement dit, lorsqu’un coach décide lequel de ces deux talents poursuit l’aventure, les autres coaches ont la possibilité de buzzer et de récupérer dans leur équipe le talent perdant. Et comme lors des blinds auditions, si plusieurs coaches buzzent, c’est le talent qui choisira quelle équipe il souhaite rejoindre.
Ce sont donc 8 candidats supplémentaires qui se présenteront aux Lives, soit 32 candidats en tout. Des Lives plus longs que l’année dernière, puisque la RTBF a décidé d’ajouter des séquences montrant davantage les séances de coaching. Quant aux éliminations, elles auront lieu tout au long de l’émission et non plus seulement à la fin, l’objectif étant de tenir le téléspectateur en haleine.

#### Épisode 7
- Diffusion : 5 mars 2013 [15]
- Audience : 487 300 téléspectateurs (26,9 % des parts de marché) [16]

| Ordre | Coach            | Chanson                                        | Talent                    | Talent(s)           | Choix des coachs et des candidats | Choix des coachs et des candidats | Choix des coachs et des candidats | Choix des coachs et des candidats |
| Ordre | Coach            | Chanson                                        | Talent                    | Talent(s)           | Marc Pinilla                      | B.J Scott                         | Quentin Mosimann                  | Natasha St-Pier                   |
| ----- | ---------------- | ---------------------------------------------- | ------------------------- | ------------------- | --------------------------------- | --------------------------------- | --------------------------------- | --------------------------------- |
| 1     | B.J Scott        | Get Back - The Beatles                         | Angy Sciacqua             | Marie-Eve Vandoorne | —                                 | NC                                | —                                 | —                                 |
| 2     | Natasha St-Pier  | J'oublierai ton nom - Johnny Hallyday & Carmel | Tiziana Balsamo           | Axel Hirsoux        | —                                 | —                                 | —                                 | NC                                |
| 3     | Quentin Mosimann | L'Amour et moi - Jenifer                       | Véronique Capelle         | William Druet       |                                   | —                                 | NC                                | —                                 |
| 4     | Marc Pinilla     | Kiss - Prince                                  | Tatiana Didion            | Giusy Cacciatore    | NC                                | —                                 | —                                 | —                                 |
| 5     | Natasha St-Pier  | La Quête - Jacques Brel                        | Lou-Marine Vanden Abeelen | Armand Depasse      | —                                 | —                                 | —                                 | NC                                |
| 6     | Marc Pinilla     | Drops of Jupiter - Train                       | Samuel Bosmans            | Kate O'Sullivan     | NC                                | —                                 |                                   | —                                 |

| Légende | Le talent qui a remporté son duel sur décision de son coach | Le talent qui a perdu son duel est « volé » par un autre coach | Le talent quitte l'aventure |

#### Épisode 8
- Diffusion : 12 mars 2013 [17]
- Audience : 513 900 téléspectateurs (26,2 % des parts de marché) [18]

| Ordre | Coach            | Chanson                                | Talent            | Talent(s)          | Choix des coachs et des candidats | Choix des coachs et des candidats | Choix des coachs et des candidats | Choix des coachs et des candidats |
| Ordre | Coach            | Chanson                                | Talent            | Talent(s)          | Marc Pinilla                      | B.J Scott                         | Quentin Mosimann                  | Natasha St-Pier                   |
| ----- | ---------------- | -------------------------------------- | ----------------- | ------------------ | --------------------------------- | --------------------------------- | --------------------------------- | --------------------------------- |
| 1     | Quentin Mosimann | Georgia on My Mind - Ray Charles       | Michaël Meers     | Loredana Castiglia | —                                 |                                   | NC                                | —                                 |
| 2     | Natasha St-Pier  | Manhattan-Kaboul - Renaud & Axelle Red | Antoine Innocent  | Sandrine Alaimo    | —                                 | —                                 | —                                 | NC                                |
| 3     | Marc Pinilla     | Bang Bang - Nancy Sinatra              | André Tajchman    | Manou Maerten      | NC                                | —                                 |                                   |                                   |
| 4     | B.J Scott        | Two Princes - Spin Doctors             | Théo Pollet       | Mike Wahlman       | —                                 | NC                                | —                                 | —                                 |
| 5     | Marc Pinilla     | The Lazy Song - Bruno Mars             | Ambre de Pierpont | Gabriel Vanrobays  | NC                                | —                                 | —                                 | —                                 |
| 6     | Quentin          | Something in the Water - Brooke Fraser | Elena Marin Avila | Gudrun Roos        | —                                 | —                                 | NC                                | —                                 |

| Légende | Le talent qui a remporté son duel sur décision de son coach | Le talent qui a perdu son duel est "volé" par un autre coach | Le talent quitte l'aventure |

#### Épisode 9
- Diffusion : 19 mars 2013
- Audience : 504 600 téléspectateurs (29,6 % des parts de marché) [19]

| Ordre | Coach           | Chanson                                         | Talent           | Talent(s)              | Choix des coachs et des candidats | Choix des coachs et des candidats | Choix des coachs et des candidats | Choix des coachs et des candidats |
| Ordre | Coach           | Chanson                                         | Talent           | Talent(s)              | Marc Pinilla                      | B.J Scott                         | Quentin Mosimann                  | Natasha St-Pier                   |
| ----- | --------------- | ----------------------------------------------- | ---------------- | ---------------------- | --------------------------------- | --------------------------------- | --------------------------------- | --------------------------------- |
| 1     | B.J Scott       | Chanter pour Ceux - Michel Berger               | Vanessa Marcoux  | Sarah Florent          | —                                 | NC                                | —                                 | —                                 |
| 2     | Marc Pinilla    | Pour un infidèle - Cœur de pirate & Julien Doré | Célia Manzo      | Maxime Votot           | NC                                |                                   | —                                 | —                                 |
| 3     | B.J Scott       | Fighters - Christina Aguilera                   | Audrey Lallemand | Anne-Sophie Terschan   | —                                 | NC                                | —                                 | —                                 |
| 3     | B.J Scott       | Fighters - Christina Aguilera                   | Audrey Lallemand | Vanessa Tempio         | —                                 | NC                                | —                                 | —                                 |
| 4     | Natasha St-Pier | Parce qu'on sait jamais - Christophe Maé        | Robin Guérit     | Claudia de Brackeleire | —                                 | NC                                | —                                 | NC                                |
| 5     | Quentin         | Bang Bang - Mani                                | Grazia Zambataro | Jennifer Hozay         |                                   | NC                                | NC                                | —                                 |
| 6     | Marc Pinilla    | La Nuit - Salvatore Adamo                       | David Madi       | Cyriaque de Caritat    | NC                                | NC                                | —                                 | —                                 |

| Légende | Le talent qui a remporté son duel sur décision de son coach | Le talent qui a perdu son duel est "volé" par un autre coach | Le talent quitte l'aventure |

#### Épisode 10
- Diffusion : 26 mars 2013
- Audience : 379 800 téléspectateurs (18,8 % des parts de marché) [21]

| Ordre | Coach           | Chanson                                                      | Talent           | Talent(s)           | Choix des coachs et des candidats | Choix des coachs et des candidats | Choix des coachs et des candidats | Choix des coachs et des candidats |
| Ordre | Coach           | Chanson                                                      | Talent           | Talent(s)           | Marc Pinilla                      | B.J Scott                         | Quentin Mosimann                  | Natasha St-Pier                   |
| ----- | --------------- | ------------------------------------------------------------ | ---------------- | ------------------- | --------------------------------- | --------------------------------- | --------------------------------- | --------------------------------- |
| 1     | Natasha St-Pier | Hymne à l'amour - Édith Piaf                                 | Céline Boonen    | Laura Diliberto     | NC                                | NC                                |                                   | NC                                |
| 2     | Quentin         | Born This Way - Lady Gaga                                    | Mounia Hamra     | Jonathan De Landy   | NC                                | NC                                | NC                                | —                                 |
| 3     | B.J Scott       | You Had Me (en) - Joss Stone                                 | Alexandre Houart | Caroline Hakim      | NC                                | NC                                | NC                                | —                                 |
| 4     | Quentin         | Defying Gravity - Wicked (Idina Menzel et Kristin Chenoweth) | Mélissa Dubois   | Lisa Pezzuto        | NC                                | NC                                | NC                                |                                   |
| 5     | Natasha St-Pier | Aller plus haut - Tina Arena                                 | Elia Fragione    | Déborah Di Pasquale | NC                                | NC                                | NC                                | NC                                |

| Légende | Le talent qui a remporté son duel sur décision de son coach | Le talent qui a perdu son duel est "volé" par un autre coach | Le talent quitte l'aventure |

#### Les équipes pour les lives
| Coachs | Coachs             | Coachs                 | Coachs              | Coachs                 |
| n°     | Marc Pinilla       | B.J. Scott             | Quentin Mosimann    | Natasha St-Pier        |
| ------ | ------------------ | ---------------------- | ------------------- | ---------------------- |
| 1      | Tatiana Didion     | Angy Sciacqua          | Véronique Capelle   | Tiziana Balsamo        |
| 2      | Samuel Bosmans     | Théo Pollet            | Michaël Meers       | Lou-Marine Van Abeelen |
| 3      | André Tajchman     | Vanessa Marcoux        | Elena Marin Avila   | Antoine Innocent       |
| 4      | Ambre de Pierpont  | Anne-Sophie Terschan   | Grazia Zambataro    | Robin Guérit           |
| 5      | Célia Manzo        | Audrey Lallemand       | Mounia Hamra        | Céline Boonen          |
| 6      | David Madi         | Alexandre Houart       | Mélissa Dubois      | Elia Fragione          |
| 7      | William Druet (Q)  | Loredana Castiglia (Q) | Kate O'Sullivan (M) | Manou Maerten (M)      |
| 8      | Jennifer Hozay (Q) | Maxime Votot (M)       | Laura Diliberto (N) | Lisa Pezzuto (Q)       |

### Les Lives

#### Épisode 11
- Diffusion : 2 avril 2013
- Audience :  458 700 téléspectateurs (27,5 % des parts de marché) [22]
- Règles : Sur scène, les talents de toutes les équipes. Lors de ces deux premiers directs, Natasha St Pier, Quentin Mosimann, Marc Pinilla et BJ Scott présenteront chacun 4 talents (dont 1 talent volé). 4 talents de chaque équipe prestent chacun à leur tour. Les votes pour une équipe sont valables pendant le passage d'une équipe. Le public offrira au meilleur talent de chaque équipe une place assurée pour le Live suivant. Le sort des 3 autres sera remis entre les mains de leur coach. Le meilleur restera, et tout sera fini pour les 2 autres[23].

| Ordre | Talent                 | Équipe  | Chanson (Playlist sur Deezer)                         |
| ----- | ---------------------- | ------- | ----------------------------------------------------- |
| 1     | Michael Meers          | Quentin | Two Hearts - Kylie Minogue                            |
| 2     | Laura Diliberto        | Quentin | Mama Do (Uh Oh, Uh Oh) - Pixie Lott                   |
| 3     | Elena Marin Avila      | Quentin | She Wolf (Falling to Pieces) - David Guetta feat. Sia |
| 4     | Mounia Hamra           | Quentin | Sign Your Name - Sheryl Crow                          |
|       |                        |         |                                                       |
| 5     | Tiziana Balsamo        | Natasha | Chain of Fools - Aretha Franklin                      |
| 6     | Manou Maerten          | Natasha | People Help the People - Birdy                        |
| 7     | Lou-Marine Van Abeelen | Natasha | Rumour Has It - Adele                                 |
| 8     | Robin Guérit           | Natasha | Je dis aime - M                                       |
|       |                        |         |                                                       |
| 9     | Tatiana Didion         | Marc    | Girl on Fire - Alicia Keys                            |
| 10    | William Druet          | Marc    | Toi et moi - Guillaume Grand                          |
| 11    | Samuel Bosmans         | Marc    | Locked Out of Heaven - Bruno Mars                     |
| 12    | Célia Manzo            | Marc    | Comme un hic - Jenifer                                |
|       |                        |         |                                                       |
| 13    | Anne-Sophie Terschan   | BJ      | If I Were a Boy - Beyoncé                             |
| 14    | Vanessa Marcoux        | BJ      | Le monde est stone - Starmania                        |
| 15    | Maxime Votot           | BJ      | Do you read me - Ghinzu                               |
| 16    | Angy Sciacqua          | BJ      | A natural woman - Aretha Franklin                     |

| Légende | Le candidat est sauvé par les téléspectateurs, en priorité (le plus grand nombre de votes) | Le candidat est sauvé par le coach | Les candidats ne sont pas sauvés par le coach |

| Equipe  | Sauvé par le + de votes | Sauvé par son coach | Talent exclu           | Talent exclu         |
| ------- | ----------------------- | ------------------- | ---------------------- | -------------------- |
| Marc    | Samuel Bosmans          | Tatiana Didion      | William Druet          | Célia Manzo          |
| B.J     | Vanessa Marcoux         | Angy Sciacqua       | Maxime Votot           | Anne-Sophie Terschan |
| Quentin | Michaël Meers           | Laura Diliberto     | Elena Marin Avila      | Mounia Hamra         |
| Natasha | Manou Maertens          | Robin Guérit        | Lou-Marine Van Abeelen | Tiziana Balsamo      |

#### Épisode 12
- Diffusion : 9 avril 2013
- Audience :  434 300 téléspectateurs (25,4% des parts de marché) [24]
- Règles : Sur scène, les talents de toutes les équipes. Même règle que le 2 avril.

| Ordre | Talent             | Équipe  | Chanson (Playlist sur Deezer)                             |
| ----- | ------------------ | ------- | --------------------------------------------------------- |
| 17    | Loredana Castiglia | BJ      | With or Without You - U2                                  |
| 18    | Alexandre Houart   | BJ      | We Found Love - Rihanna                                   |
| 19    | Audrey Lallemand   | BJ      | Ta douleur - Camille                                      |
| 20    | Théo Pollet        | BJ      | Sympathy for the Devil - The Rolling Stones               |
|       |                    |         |                                                           |
| 21    | David Madi         | Marc    | Lonely Boy - The Black Keys                               |
| 22    | Jennifer Hozay     | Marc    | Down My Knees - Ayọ                                       |
| 23    | Ambre de Pierpont  | Marc    | Le vent nous portera - Noir Désir                         |
| 24    | André Tajchman     | Marc    | I Follow Rivers - Lykke Li (arrangement de Triggerfinger) |
|       |                    |         |                                                           |
| 25    | Grazia Zambataro   | Quentin | I Try (en) - Macy Gray                                    |
| 26    | Véronique Capelle  | Quentin | 21 Grammes - Jali                                         |
| 27    | Kate O'Sullivan    | Quentin | I'm with You - Avril Lavigne                              |
| 28    | Melissa Dubois     | Quentin | Love You Like a Love Song - Selena Gomez and the Scene    |
|       |                    |         |                                                           |
| 29    | Céline Boonen      | Natasha | I Know - Irma                                             |
| 30    | Lisa Pezzuto       | Natasha | Da Ya Think I'm Sexy? - Ima                               |
| 31    | Elia Fragione      | Natasha | Tandem - Vanessa Paradis                                  |
| 32    | Antoine Innocent   | Natasha | Don't stop the music - Jamie Cullum                       |

| Légende | Le candidat est sauvé par les téléspectateurs, en priorité (le plus grand nombre de votes) | Le candidat est sauvé par le coach | Les candidats ne sont pas sauvés par le coach |

| Equipe  | Sauvé par le + de votes | Sauvé par son coach | Talent exclu      | Talent exclu   |
| ------- | ----------------------- | ------------------- | ----------------- | -------------- |
| Marc    | David Madi              | André Tajchman      | Ambre de Pierpont | Jennifer Hozay |
| B.J     | Loredana Castiglia      | Alexandre Houart    | Audrey Lallemand  | Théo Pollet    |
| Quentin | Kate O'Sullivan         | Grazia Zambataro    | Véronique Capelle | Melissa Dubois |
| Natasha | Elia Fragione           | Antoine Innocent    | Céline Boonen     | Lisa Pezzuto   |

#### Encore en course
| Coachs | Coachs         | Coachs             | Coachs           | Coachs           |
| n°     | Marc Pinilla   | B.J. Scott         | Quentin Mosimann | Natasha St-Pier  |
| ------ | -------------- | ------------------ | ---------------- | ---------------- |
| 1      | Samuel Bosmans | Vanessa Marcoux    | Michaël Meers    | Manou Maertens   |
| 2      | Tatiana Didion | Angy Sciacqua      | Laura Diliberto  | Robin Guérit     |
| 3      | David Madi     | Alexandre Houart   | Kate O'Sullivan  | Elia Fragione    |
| 4      | André Tajchman | Loredana Castiglia | Grazia Zambataro | Antoine Innocent |

#### Épisode 13
- Diffusion : 16 avril 2013
- Audience : 432.600 téléspectateurs (27,8% des parts de marché) [25]
- Invités : Matt Pokora
- Règles : Lors des 2 premiers Live, les coaches avaient séparé leurs équipes en deux. À partir de ce soir, tous les talents de chaque coach s'affronteront toutes les semaines. Ce mardi, 16 talents se battront pour continuer l'aventure, 4 par équipe. Le public sauve les deux talents qui ont obtenu le plus de votes et le coach départage les deux talents restants en sauvant un troisième. À l'issue de ce nouveau Live riche en spectacle, chaque coach verra un de ses talents s'en aller et quitter l'aventure « The Voice Belgique »[26].

| Ordre | Talent             | Équipe  | Chanson                                   |
| ----- | ------------------ | ------- | ----------------------------------------- |
| 1     | Robin Guérit       | Natasha | Don't Stop Me Now - Queen                 |
| 2     | Elia Fragione      | Natasha | I Wanna Be Loved by You - Marilyn Monroe  |
| 3     | Antoine Innocent   | Natasha | Hall of Fame - The Script feat. will.i.am |
| 4     | Manou Maerten      | Natasha | Don't Speak - No Doubt                    |
|       |                    |         |                                           |
| 5     | Kate O'Sullivan    | Quentin | Blow me one last kiss - P!nk              |
| 6     | Michaël Meers      | Quentin | Aussi libre que moi - Calogero            |
| 7     | Grazia Zambataro   | Quentin | Parle-moi - Isabelle Boulay               |
| 8     | Laura Diliberto    | Quentin | New York, New York - Liza Minnelli        |
|       |                    |         |                                           |
| 9     | Angy Sciacqua      | BJ      | Ti sento - Matia Bazar                    |
| 10    | Vanessa Marcoux    | BJ      | Oui je l'adore - Pauline Ester            |
| 11    | Loredana Castiglia | BJ      | Skyfall - Adele                           |
| 12    | Alexandre Houart   | BJ      | Feel - Robbie William                     |
|       |                    |         |                                           |
| 13    | David Madi         | Marc    | Beautiful Days - Venus                    |
| 14    | André Tajchman     | Marc    | Moves like Jagger - Maroon 5              |
| 15    | Tatiana Didion     | Marc    | This World - Selah Sue                    |
| 16    | Samuel Bosmans     | Marc    | Master Blaster - Stevie Wonder            |

| Légende | Les candidats sont sauvés par les téléspectateurs | Le 3e candidat sauvé par le coach | Le candidat n'est pas sauvé par le coach |

Résultats du troisième live :
| Equipe  | 1er sauvé (public) | 2e sauvé (public)  | 3e sauvé (coach) | Talent exclu     |
| ------- | ------------------ | ------------------ | ---------------- | ---------------- |
| Marc    | David Madi         | Samuel Bosmans     | Tatiana Didion   | André Tajchman   |
| B.J     | Vanessa Marcoux    | Loredana Castiglia | Angy Sciacqua    | Alexandre Houart |
| Quentin | Laura Diliberto    | Michaël Meers      | Grazia Zambataro | Kate O'Sullivan  |
| Natasha | Manou Maerten      | Robin Guérit       | Antoine Innocent | Elia Fragione    |

#### Épisode 14
- Diffusion : 23 avril 2013
- Audience : 372 000  téléspectateurs (22,6 % des parts de marché) [27]
- Invités : Lara Fabian (Immortelle en duo avec Angy) et Alex Hepburn (Under en duo avec Michaël [28])
- Règles : ce mardi, 12 talents (3 par équipe) se battront pour continuer l'aventure et participer à la tournée. Le public sauve le talent qui ont obtenu le plus de ses votes et le coach départage les deux talents restants en sauvant un deuxième. À l'issue de ce nouveau Live riche en spectacle, chaque coach verra un de ses talents s'en aller et quitter l'aventure The Voice Belgique.

| Ordre | Talent             | Équipe  | Chanson                                        |
| ----- | ------------------ | ------- | ---------------------------------------------- |
| 1     | Samuel Bosmans     | Marc    | Too Close - Alex Clare                         |
| 2     | David Madi         | Marc    | Easy - The Commodores                          |
| 3     | Tatiana Didion     | Marc    | Next to me (en) - Emeli Sandé                  |
|       |                    |         |                                                |
| 4     | Loredana Castiglia | BJ      | Via con me - Paolo Conte                       |
| 5     | Angy Sciacqua      | BJ      | I Heard It Through the Grapevine - Marvin Gaye |
| 6     | Vanessa Marcoux    | BJ      | J'y crois encore - Lara Fabian                 |
|       |                    |         |                                                |
| 7     | Antoine Innocent   | Natasha | Parce qu'on vient de loin - Corneille          |
| 8     | Robin Guérit       | Natasha | I Don't Want to Miss a Thing - Aerosmith       |
| 9     | Manou Maerten      | Natasha | La Déclaration d'amour - France Gall           |
|       |                    |         |                                                |
| 10    | Laura Diliberto    | Quentin | Je te donne - Jean-Jacques Goldman             |
| 11    | Grazia Zambataro   | Quentin | Can't Help Falling in Love - Elvis Presley     |
| 12    | Michaël Meers      | Quentin | Like a Virgin - Madonna                        |

Tableau des résultats : 
| Équipe  | Talent sauvé par les votes des téléspectateurs | Talent sauvé par son coach | Talent non sauvé par son coach |
| ------- | ---------------------------------------------- | -------------------------- | ------------------------------ |
| Marc    | David Madi                                     | Samuel Bosmans             | Tatiana Didion                 |
| B.J     | Angy Sciacqua                                  | Loredana Castiglia         | Vanessa Marcoux                |
| Quentin | Michaël Meers                                  | Laura Diliberto            | Grazia Zambataro               |
| Natasha | Robin Guérit                                   | Manou Maerten              | Antoine Innocent               |
|         | Ces talents feront la tournée The Voice 2013   |                            |                                |

#### Épisode 15
- Diffusion : 30 avril 2013
- Audience : 396 800  téléspectateurs (25 % des parts de marché) [29]
- Invités : Christophe Maé et Roberto Bellarosa
- Règles : chaque coach présente ses 2 derniers talents qui chanteront en solo et en duo et répartit un pourcentage (au total 100 %) entre ses poulains. Les téléspectateurs votent par SMS en fin d'émission et les votes sont transformés en pourcentage (total 100 %). Le talent qui obtient le meilleur pourcentage va en finale

| Ordre | Talent                                                       | Équipe                                                       | Chanson                                                      |
| ----- | ------------------------------------------------------------ | ------------------------------------------------------------ | ------------------------------------------------------------ |
| 1     | Robin Guérit, Samuel Bosmans & Christophe Maé : On s'attache | Robin Guérit, Samuel Bosmans & Christophe Maé : On s'attache | Robin Guérit, Samuel Bosmans & Christophe Maé : On s'attache |
| 2     | Laura Diliberto                                              | Quentin                                                      | Je Crois - Roberto Bellarosa                                 |
| 3     | Michaël Meers                                                | Quentin                                                      | Les mots bleus - Christophe                                  |
| 4     | Michaël Meers, Laura Diliberto & Quentin                     | Michaël Meers, Laura Diliberto & Quentin                     | Titanium - David Guetta                                      |
| 5     | Angy Sciacqua                                                | BJ                                                           | Crazy in Love - Beyoncé                                      |
| 6     | Loredana Castiglia                                           | BJ                                                           | I Wish - Stevie Wonder                                       |
| 7     | Loredana Castiglia, Angy Sciacqua & BJ                       | Loredana Castiglia, Angy Sciacqua & BJ                       | Proud Mary - Tina Turner                                     |
| 8     | Samuel Bosmans                                               | Marc                                                         | Chasing Cars - Snow Patrol                                   |
| 9     | David Madi                                                   | Marc                                                         | Blue Jeans (en) - Lana Del Rey                               |
| 10    | Roberto Bellarosa : Love Kills                               | Roberto Bellarosa : Love Kills                               | Roberto Bellarosa : Love Kills                               |
| 11    | David Madi, Samuel Bosmans & Marc                            | David Madi, Samuel Bosmans & Marc                            | Take Me Out - Franz Ferdinand                                |
| 12    | Robin Guérit                                                 | Natasha                                                      | Virtual Insanity - Jamiroquai                                |
| 13    | Manou Maerten                                                | Natasha                                                      | Breathless - The Corrs                                       |
| 14    | Robin Guérit, Manou Maerten & Natasha                        | Robin Guérit, Manou Maerten & Natasha                        | Je danse - Jenifer                                           |
| 15    | Christophe Maé : Tombé sous le charme                        | Christophe Maé : Tombé sous le charme                        | Christophe Maé : Tombé sous le charme                        |

Tableau des résultats : 
| Équipe  | Talent finaliste | Pourcentage (coach) | Pourcentage (public) | Pourcentage (total) | Talent exclu       | Pourcentage (coach) | Pourcentage (public) | Pourcentage (total) |
| ------- | ---------------- | ------------------- | -------------------- | ------------------- | ------------------ | ------------------- | -------------------- | ------------------- |
| Quentin | Michaël Meers    | 40                  | 71                   | 111                 | Laura Diliberto    | 60                  | 29                   | 89                  |
| B.J     | Angy Sciacqua    | 40                  | 67                   | 107                 | Loredana Castiglia | 60                  | 33                   | 93                  |
| Marc    | David Madi       | 60                  | 68                   | 128                 | Samuel Bosmans     | 40                  | 32                   | 72                  |
| Natasha | Robin Guérit     | 60                  | 52                   | 112                 | Manou Maerten      | 40                  | 48                   | 88                  |

#### Épisode 16
- Diffusion : 7 mai 2013
- Audience : 531 500  téléspectateurs (30,2 % des parts de marché) [32]
- Invités : Puggy et Bastian Baker
- Règles :

| Ordre | Talent        | Équipe  | Chanson |
| ----- | ------------- | ------- | --- |
| 1     | David Madi    | Marc    | Single : La nuit je mens - Alain Bashung (titre) Billie Jean - Michael Jackson Lonely Boy - The Black Keys |
| 2     | Robin Guérit  | Natasha | Single : Help! - The Beatles (titre) Comme Toi - Jean-Jacques Goldman Don't Stop Me Now - Queen            |
| 3     | Angy Sciacqua | BJ      | Single : Domino - Jessie J (titre) I Have Nothing - Whitney Houston                                        |
| 4     | Michaël Meers | Quentin | Single : Personal Jesus - Depeche Mode (titre) Use Somebody - Kings of Leon                                |

Pré-éliminations : 
| Talent finaliste               | Talent exclu                     |
| ------------------------------ | -------------------------------- |
| David Madi (Marc Pinilla)      | Michaël Meers (Quentin Mosimann) |
| Robin Guérit (Natasha St-Pier) | Angy Sciacqua (BJ Scott)         |

Résultat final : 
| Vainqueur                                               | Perdant                        |
| ------------------------------------------------------- | ------------------------------ |
| David Madi (Marc Pinilla) avec 62 % des votes du public | Robin Guérit (Natasha St-Pier) |

## Audiences
| Type            | Date de diffusion | Téléspectateurs | Parts de marché | Classement des audiences de la soirée | Classement des parts de marché de la soirée | Notes et références |
| --------------- | ----------------- | --------------- | --------------- | ------------------------------------- | ------------------------------------------- | ------------------- |
| Blind Auditions | 22 janvier 2013   | 487 800         | 26,9 %          | 1er                                   | 1er                                         | [ 1 ]               |
| Blind Auditions | 29 janvier 2013   | 559 600         | 30,4 %          | 1er                                   | 1er                                         | [ 4 ]               |
| Blind Auditions | 5 février 2013    | 524 000         | 28,4 %          | 1er                                   | 1er                                         | [ 6 ]               |
| Blind Auditions | 12 février 2013   | 613 200         | 32,2 %          | 1er                                   | 1er                                         | [ 8 ]               |
| Blind Auditions | 19 février 2013   | 546 100         | 29,2 %          | 1er                                   | 1er                                         | [ 10 ]              |
| Blind Auditions | 26 février 2013   | 531 600         | 28,4 %          | 1er                                   | 1er                                         | [ 12 ]              |
| Duels           | 5 mars 2013       | 487 300         | 26,9 %          | 1er                                   | 1er                                         | [ 16 ]              |
| Duels           | 12 mars 2013      | 513 900         | 26,2 %          | 1er                                   | 1er                                         | [ 18 ]              |
| Duels           | 19 mars 2013      | 504 600         | 29,6 %          | 2e                                    | 1er                                         | [ 19 ]              |
| Duels           | 26 mars 2013      | 379 800         | 18,8 %          | 3e                                    | 3e                                          | ,                   |
| Lives           | 2 avril 2013      | 458 700         | 27,5 %          | 1er                                   | 1er                                         | [ 22 ]              |
| Lives           | 9 avril 2013      | 434 300         | 25.4 %          | 2e                                    | 1er                                         | [ 24 ]              |
| Lives           | 16 avril 2013     | 432 600         | 27,8 %          | 1er                                   | 1er                                         | [ 25 ]              |
| Lives           | 23 avril 2013     | 372 000         | 22,6 %          | 2e                                    | 1er                                         | [ 27 ]              |
| Lives           | 30 avril 2013     | 396 800         | 25 %            | 2e                                    | 2e                                          | [ 29 ]              |
| Lives           | 7 mai 2013        | 531 500         | 30,2 %          | 1er                                   | 1er                                         | [ 32 ]              |